# Визначення струму

Схема гальванометра типу Дарсонваль/Вестон. У міру проходження струму від + клеми котушки до - клеми в котушці створюється магнітне поле, яке протидіє постійному магніту і змушує котушку крутитися, переміщаючи покажчик, проти напруженості поля, викликаної протіканням струму.

В електротехніці визначення струму - це один із декількох методів, що застосовуються для вимірювання електричного струму. Вимірювання струму коливається від пікоампер до десятків тисяч ампер. Вибір струменевого методу визначення залежить від таких вимог, як величина, точність, пропускна здатність, надійність, вартість, ізоляція або розмір. Поточне значення може бути безпосередньо відображене приладом або перетворене в цифрову форму для використання системою моніторингу або контролю.
Методи визначення струму включають шунтувальний резистор, трансформатори струму та котушки Роговського, перетворювачі на основі магнітного поля та інші.

## Датчик струму
Датчик струму - це пристрій, який виявляє електричний струм у дроті та утворює сигнал, пропорційний цьому струму. Утворений сигнал може бути аналоговою напругою або струмом, або цифровим виходом. Отриманий сигнал може бути використаний для відображення виміряного струму в амперметрі, або може бути збережений для подальшого аналізу в системі збору даних, або може бути використаний для цілей керування.
Реєстрований струм і вихідний сигнал можуть бути:
- Входом змінного струму,
  - аналоговий вихід, що подвоює хвилі реєстрованого струму.
  - двополюсний вихід, що подвоює хвилі сприйманого струму.
  - однополюсний вихід, пропорційний середньому або середньоквадратичному значенням реєстрованого струму.
- Входом постійного струму,
  - однополюсний, з однополюсним виходом, який подвоює форму хвилі сприйманого струму
  - цифровий вихід, який перемикається, коли реєстрований струм перевищує певний поріг